# 2023-as afrikai nemzetek kupája
A 2023-as afrikai nemzetek kupáját Elefántcsontparton rendezték 2024. január 13. és február 11. között, 24 ország részvételével. Ez volt a 34. afrikai nemzetek kupája.
Az eredeti tervek szerint 2019 óta ez lett volna a harmadik olyan torna, amelyet az északi félteke nyári időszakában rendeznek meg, hogy csökkentsék az európai klubcsapatokkal és bajnokságokkal való időponti azonosságokat. A CAF azonban 2022. július 3-án az elefántcsontparti kedvezőtlen nyári időjárási viszonyok miatt 2024-re halasztotta, miközben szponzorációs okokból megtartotta az eredeti elnevezést.

## Helyszínek
Az Afrikai Labdarúgó-szövetség (CAF) követelményként hat stadiont írt elő a torna helyszíneire, amelyből kettőnek 40 000, kettőnek 20 000 és kettőnek 15 000 férőhelyesnek kellett lennie.
2017 szeptemberében az elefántcsontparti kormány nyilvános pályázatot írt ki a torna helyszíneire. Ennek keretében nyilvános pályázatot kértek a meglévő yamoussoukroi Felix Houphouët Boigny Stadion és a bouakéi Stade de la Paix (Béke stadion) felújítására és bővítésére, valamint új stadionok építésére ezekben a városokban, valamint Korhogo és San-Pédro városokban. A három új stadion egyenként 20 000 férőhelyes lett. A stadionok felújításán vagy építésén kívül a pályázat kiterjedt a fogadó városokban található edzőpályák felújítására vagy építésére is: nyolc Abidjanban és négy Bouakéban, Korhogóban, Yamoussoukróban és San-Pédróban. A pályázat 96 villa (villánként öt szoba) építését is magában foglalta ezekben a városokban. Ezen kívül a pályázóknak egy ötven szobás korhogói háromcsillagos szálloda építésére is be kellett nyújtaniuk a pályázatot.
| Abidjan Bouaké Korhogo San-Pédro Yamoussoukro | Abidjan                      | Abidjan                        | Bouaké                      |
| --------------------------------------------- | ---------------------------- | ------------------------------ | --------------------------- |
| Abidjan Bouaké Korhogo San-Pédro Yamoussoukro | Alassane Ouattara Stadion    | Felix Houphouet Boigny Stadion | Stade de la Paix            |
| Abidjan Bouaké Korhogo San-Pédro Yamoussoukro | Férőhely: 60 000             | Férőhely: 33 000               | Férőhely: 40 000            |
| Abidjan Bouaké Korhogo San-Pédro Yamoussoukro |                              |                                |                             |
| Abidjan Bouaké Korhogo San-Pédro Yamoussoukro | Korhogo                      | San-Pédro                      | Yamoussoukro                |
| Abidjan Bouaké Korhogo San-Pédro Yamoussoukro | Amadou Gon Coulibaly Stadion | Laurent Pokou Stadion          | Charles Konan Banny Stadion |
| Abidjan Bouaké Korhogo San-Pédro Yamoussoukro | Férőhely: 20 000             | Férőhely: 20 000               | Férőhely: 20 000            |
| Abidjan Bouaké Korhogo San-Pédro Yamoussoukro |                              |                                |                             |

## Selejtezők

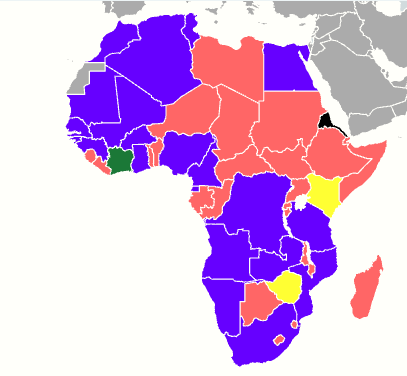

Eredetileg 54 csapat jelentkezett a selejtezőre, amelyet – a 2019-es és 2021-es évhez hasonlóan – két fordulóban rendeztek meg. A Réunion és a Zanzibár nem volt teljes jogú tagja a CAF-nak, ezért nem vehettek részt. Eritrea az első forduló sorsolása után visszalépett. Kenya és Zimbabwe tagságát a második forduló sorsolásakor a FIFA felfüggesztette, és miután azt nem oldották fel időben, kizárták őket.
A selejtező két fordulóból állt. Az előselejtezőben a 2021. decemberi FIFA-világranglista tizenkét legalacsonyabban rangsorolt csapata oda-visszavágós rendszerben mérkőzött meg egymással. Az előselejtező hat győztesét és a fennmaradó 42 magasabban rangsorolt csapatot 2022 áprilisában 12 darab négyes csoportba sorsolták. A második fordulót 2022 júniusától 2023 szeptemberéig játszották. A csapatok oda-visszavágós körmérkőzéseket játszottak egymással. Mind a 12 csoportból a csoportgyőztesek és a második helyezettek – a H csoport kivételével – kijutottak az afrikai nemzetek kupájára. A rendező Elefántcsontpart mellett csak egy másik csapat jutott ki a H csoportból.

### Résztvevő csapatok
A következő csapatok vesznek részt a 2023-as afrikai nemzetek kupáján:
| Ország                  | Kvalifikáció módja                      | Kvalifikáció időpontja | Részvételek száma (az aktuálissal együtt) |
| ----------------------- | --------------------------------------- | ---------------------- | ----------------------------------------- |
| Elefántcsontpart        | Rendező / H csoport második helyezettje | 2019. január 30.       | 25                                        |
| Marokkó                 | K csoport győztese                      | 2023. március 24.      | 19                                        |
| Algéria                 | F csoport győztese                      | 2023. március 27.      | 20                                        |
| Dél-afrikai Köztársaság | K csoport második helyezettje           | 2023. március 28.      | 11                                        |
| Szenegál                | L csoport győztese                      | 2023. március 28.      | 17                                        |
| Burkina Faso            | B csoport győztese                      | 2023. március 28.      | 13                                        |
| Tunézia                 | J csoport győztese                      | 2023. március 28.      | 21                                        |
| Egyiptom                | D csoport győztese                      | 2023. június 14.       | 26                                        |
| Zambia                  | H csoport győztese                      | 2023. június 17.       | 18                                        |
| Egyenlítői-Guinea       | J csoport második helyezettje           | 2023. június 17.       | 4                                         |
| Nigéria                 | A csoport győztese                      | 2023. június 18.       | 20                                        |
| Bissau-Guinea           | A csoport második helyezettje           | 2023. június 18.       | 4                                         |
| Zöld-foki Köztársaság   | B csoport második helyezettje           | 2023. június 18.       | 4                                         |
| Mali                    | G csoport győztese                      | 2023. június 18.       | 13                                        |
| Guinea                  | D csoport második helyezettje           | 2023. június 20.       | 14                                        |
| Ghána                   | E csoport győztese                      | 2023. szeptember 7.    | 24                                        |
| Angola                  | E csoport második helyezettje           | 2023. szeptember 7.    | 9                                         |
| Tanzánia                | F csoport második helyezettje           | 2023. szeptember 7.    | 3                                         |
| Mozambik                | L csoport második helyezettje           | 2023. szeptember 9.    | 5                                         |
| Kongói DK               | I csoport győztese                      | 2023. szeptember 9.    | 20                                        |
| Mauritánia              | I csoport második helyezettje           | 2023. szeptember 9.    | 3                                         |
| Gambia                  | G csoport második helyezettje           | 2023. szeptember 10.   | 2                                         |
| Kamerun                 | C csoport győztese                      | 2023. szeptember 12.   | 21                                        |
| Namíbia                 | C csoport második helyezettje           | 2023. szeptember 12.   | 4                                         |

## Sorsolás
A csoportkör sorsolását 2023. október 12-én tartották Abidjanban. A 24 csapatot hat csoportba sorsolták, a kiemelés a 2023. szeptemberi FIFA-világranglista alapján történt. Elefántcsontpart automatikusan az A1 pozíciót kapta.
| 1. kalap | 2. kalap                                                                                          | 3. kalap | 4. kalap |
| --- | ------------------------------------------------------------------------------------------------- | --- | --- |
| - Elefántcsontpart (50.) (rendező) · Marokkó (13.) - Szenegál (20.) (címvédő) · Tunézia (29.) - Algéria (34.) - Egyiptom (35.) | - Nigéria (40.) - Kamerun (41.) - Mali (49.) - Burkina Faso (58.) - Ghána (60.) - Kongói DK (64.) | - Dél-afrikai Köztársaság (65.) - Zöld-foki Köztársaság (71.) - Guinea (81.) - Zambia (82.) - Egyenlítői-Guinea (92.) - Mauritánia (99.) | - Bissau-Guinea (106.) - Mozambik (113.) - Namíbia (114.) - Angola (117.) - Gambia (118.) - Tanzánia (122.) |

## Csoportkör
Az időpontok helyi idő (UTC±0) szerint, zárójelben magyar idő szerint (UTC+1) értendők.
A pontos menetrendet 2023. október 20-án tették közzé, a sorsolást követően.

### Sorrend meghatározása
A csoportokban a csapatokat a pontok szerint rangsorolták (3 pont egy győzelem, 1 pont egy döntetlen, 0 pont egy vereség), azonos pontszám esetén a sorrendet a következők szerint kellett meghatározni:
1. több szerzett pont az azonosan álló csapatok között lejátszott mérkőzéseken;
2. jobb gólkülönbség az összes mérkőzésen;
3. több szerzett gól az összes mérkőzésen;
4. sorsolás.

Ha kettőnél több csapat állt azonos pontszámmal, akkor a sorrendet a következők szerint kellett meghatározni:
1. több szerzett pont az azonosan álló csapatok között lejátszott mérkőzéseken;
2. jobb gólkülönbség az azonosan álló csapatok között lejátszott mérkőzéseken;
3. több szerzett gól az azonosan álló csapatok között lejátszott mérkőzéseken;
4. ha az 1–3. pontok alapján a csapatok továbbra is azonosan állnak, akkor az 1–3. pontokat újra alkalmazni kell ameddig a sorrend nem dönthető el;
5. jobb gólkülönbség az összes mérkőzésen;
6. több szerzett gól az összes mérkőzésen;
7. sorsolás.

### A csoport
| Hely. | Csapat               | M | Gy | D | V | G+ | G– | Gk | P | Továbbjutás                                |
| ----- | -------------------- | - | -- | - | - | -- | -- | -- | - | ------------------------------------------ |
| 1.    | Egyenlítői-Guinea    | 3 | 2  | 1 | 0 | 9  | 3  | +6 | 7 | Továbbjutott az egyenes kieséses szakaszba |
| 2.    | Nigéria              | 3 | 2  | 1 | 0 | 3  | 1  | +2 | 7 | Továbbjutott az egyenes kieséses szakaszba |
| 3.    | Elefántcsontpart (R) | 3 | 1  | 0 | 2 | 2  | 5  | −3 | 3 | Továbbjutott az egyenes kieséses szakaszba |
| 4.    | Bissau-Guinea        | 3 | 0  | 0 | 3 | 2  | 7  | −5 | 0 |                                            |

| 2024. január 13. 20:00 (21:00) |

| Elefántcsontpart        | 2–0               | Bissau-Guinea |
| ----------------------- | ----------------- | ------------- |
| S. Fofana 4' Krasso 58' | (1–0) Jegyzőkönyv |               |

| Alassane Ouattara Stadion, Abidjan Nézőszám: 36 858 Játékvezető: Amin Omar (egyiptomi) |

| 2024. január 14. 14:00 (15:00) |

| Nigéria     | 1–1               | Egyenlítői-Guinea |
| ----------- | ----------------- | ----------------- |
| Osimhen 38' | (1–1) Jegyzőkönyv | Salvador 36'      |

| Alassane Ouattara Stadion, Abidjan Nézőszám: 8500 Játékvezető: Abongile Tom (dél-afrikai) |

| 2024. január 18. 14:00 (15:00) |

| Egyenlítői-Guinea            | 4–2               | Bissau-Guinea                      |
| ---------------------------- | ----------------- | ---------------------------------- |
| Nsue 21' 51' 61' Miranda 46' | (0–0) Jegyzőkönyv | Esteban 37' (öngól) Zé Turbo 90+3' |

| Alassane Ouattara Stadion, Abidjan Nézőszám: 13 888 Játékvezető: Samuel Uwikunda (ruandai) |

| 2024. január 18. 17:00 (18:00) |

| Elefántcsontpart | 0–1               | Nigéria                     |
| ---------------- | ----------------- | --------------------------- |
|                  | (0–0) Jegyzőkönyv | Troost-Ekong 55' (11-esből) |

| Alassane Ouattara Stadion, Abidjan Nézőszám: 49 517 Játékvezető: Mustapha Ghorbal (algériai) |

| 2024. január 22. 17:00 (18:00) |

| Egyenlítői-Guinea                | 4–0               | Elefántcsontpart |
| -------------------------------- | ----------------- | ---------------- |
| Nsue 42' 75' Ganet 73' Buyla 88' | (1–0) Jegyzőkönyv |                  |

| Alassane Ouattara Stadion, Abidjan Nézőszám: 42 550 Játékvezető: Mahmood Ismail (szudáni) |

| 2024. január 22. 17:00 (18:00) |

| Bissau-Guinea | 0–1               | Nigéria              |
| ------------- | ----------------- | -------------------- |
|               | (0–1) Jegyzőkönyv | Sanganté 36' (öngól) |

| Felix Houphouet Boigny Stadion, Abidjan Nézőszám: 15 650 Játékvezető: Bouchra Karboubi (marokkói) |

### B csoport
| Hely. | Csapat                | M | Gy | D | V | G+ | G– | Gk | P | Továbbjutás                                |
| ----- | --------------------- | - | -- | - | - | -- | -- | -- | - | ------------------------------------------ |
| 1.    | Zöld-foki Köztársaság | 3 | 2  | 1 | 0 | 7  | 3  | +4 | 7 | Továbbjutott az egyenes kieséses szakaszba |
| 2.    | Egyiptom              | 3 | 0  | 3 | 0 | 6  | 6  | 0  | 3 | Továbbjutott az egyenes kieséses szakaszba |
| 3.    | Ghána                 | 3 | 0  | 2 | 1 | 5  | 6  | −1 | 2 |                                            |
| 4.    | Mozambik              | 3 | 0  | 2 | 1 | 4  | 7  | −3 | 2 |                                            |

| 2024. január 14. 17:00 (18:00) |

| Egyiptom                                   | 2–2               | Mozambik            |
| ------------------------------------------ | ----------------- | ------------------- |
| Mostafa Mohamed 2' Szaláh 90+7' (11-esből) | (1–0) Jegyzőkönyv | Witi 56' Clésio 58' |

| Felix Houphouet Boigny Stadion, Abidjan Nézőszám: 11 933 Játékvezető: Dahane Beida (mauritániai) |

| 2024. január 14. 20:00 (21:00) |

| Ghána     | 1–2               | Zöld-foki Köztársaság        |
| --------- | ----------------- | ---------------------------- |
| Djiku 56' | (0–1) Jegyzőkönyv | Monteiro 17' Rodrigues 90+2' |

| Felix Houphouet Boigny Stadion, Abidjan Nézőszám: 11 943 Játékvezető: Jean-Jacques Ndala Ngambo (Kongói DK) |

| 2024. január 18. 20:00 (21:00) |

| Egyiptom               | 2–2               | Ghána           |
| ---------------------- | ----------------- | --------------- |
| Marmús 69' Mostafa 74' | (0–1) Jegyzőkönyv | Kudus 45+3' 71' |

| Felix Houphouet Boigny Stadion, Abidjan Nézőszám: 20 808 Játékvezető: Pierre Atcho (gaboni) |

| 2024. január 19. 14:00 (15:00) |

| Zöld-foki Köztársaság        | 3–0         | Mozambik |
| ---------------------------- | ----------- | -------- |
| Bebé 32' Mendes 51' Pina 69' | Jegyzőkönyv |          |

| Felix Houphouet Boigny Stadion, Abidjan Nézőszám: 5794 Játékvezető: Samir Guezzaz (marokkói) |

| 2024. január 22. 20:00 (21:00) |

| Mozambik                             | 2–2               | Ghána                                 |
| ------------------------------------ | ----------------- | ------------------------------------- |
| Geny 90+1' (11-esből) Reinildo 90+4' | (0–1) Jegyzőkönyv | J. Ayew 15' (11-esből) 70' (11-esből) |

| Alassane Ouattara Stadion, Abidjan Nézőszám: 6000 Játékvezető: Ibrahim Mutaz (líbiai) |

| 2024. január 22. 20:00 (21:00) |

| Zöld-foki Köztársaság           | 2–2               | Egyiptom                    |
| ------------------------------- | ----------------- | --------------------------- |
| G. Tavares 45+1' Teixeira 90+9' | (1–0) Jegyzőkönyv | Trézéguet 50' Mostafa 90+3' |

| Felix Houphouet Boigny Stadion, Abidjan Nézőszám: 15 650 Játékvezető: Alhadi Allaou Mahamat (csádi) |

### C csoport
| Hely. | Csapat   | M | Gy | D | V | G+ | G– | Gk | P | Továbbjutás                                |
| ----- | -------- | - | -- | - | - | -- | -- | -- | - | ------------------------------------------ |
| 1.    | Szenegál | 3 | 3  | 0 | 0 | 8  | 1  | +7 | 9 | Továbbjutott az egyenes kieséses szakaszba |
| 2.    | Kamerun  | 3 | 1  | 1 | 1 | 5  | 6  | −1 | 4 | Továbbjutott az egyenes kieséses szakaszba |
| 3.    | Guinea   | 3 | 1  | 1 | 1 | 2  | 3  | −1 | 4 | Továbbjutott az egyenes kieséses szakaszba |
| 4.    | Gambia   | 3 | 0  | 0 | 3 | 2  | 7  | −5 | 0 |                                            |

| 2024. január 15. 14:00 (15:00) |

| Szenegál                   | 3–0               | Gambia |
| -------------------------- | ----------------- | ------ |
| P. Gueye 4' Camara 52' 86' | (0–0) Jegyzőkönyv |        |

| Charles Konan Banny Stadion, Yamoussoukro Nézőszám: 7896 Játékvezető: Redouane Jiyed (marokkói) |

| 2024. január 15. 17:00 (18:00) |

| Kamerun   | 1–1               | Guinea   |
| --------- | ----------------- | -------- |
| Magri 51' | (0–1) Jegyzőkönyv | Bayo 10' |

| Charles Konan Banny Stadion, Yamoussoukro Nézőszám: 11 271 Játékvezető: Mutaz Ibrahim (líbiai) |

| 2024. január 19. 17:00 (18:00) |

| Szenegál                             | 3–1               | Kamerun         |
| ------------------------------------ | ----------------- | --------------- |
| I. Sarr 16' H. Diallo 71' Mané 90+5' | (1–0) Jegyzőkönyv | Castelletto 83' |

| Charles Konan Banny Stadion, Yamoussoukro Nézőszám: 19 176 Játékvezető: Mahmood Ali Ismail (szudáni) |

| 2024. január 19. 20:00 (21:00) |

| Guinea        | 1–0               | Gambia |
| ------------- | ----------------- | ------ |
| A. Camara 69' | (0–0) Jegyzőkönyv |        |

| Charles Konan Banny Stadion, Yamoussoukro Nézőszám: 19 822 Játékvezető: Abdel Aziz Bouh (mauritániai) |

| 2024. január 23. 17:00 (18:00) |

| Guinea | 0–2               | Szenegál            |
| ------ | ----------------- | ------------------- |
|        | (0–0) Jegyzőkönyv | Seck 61' Ndiaye 90' |

| Charles Konan Banny Stadion, Yamoussoukro Nézőszám: 15 753 Játékvezető: Pacifique Ndabihawenimana (burundi) |

| 2024. január 23. 17:00 (18:00) |

| Gambia                   | 2–3               | Kamerun                                      |
| ------------------------ | ----------------- | -------------------------------------------- |
| Jallow 72' E. Colley 85' | (0–0) Jegyzőkönyv | Toko Ekambi 56' Gomez 87' (öngól) Wooh 90+1' |

| Stade de la Paix, Bouaké Nézőszám: 24 172 Játékvezető: Bamlak Tessema Weyesa (etióp) |

### D csoport
| Hely. | Csapat       | M | Gy | D | V | G+ | G– | Gk | P | Továbbjutás                                |
| ----- | ------------ | - | -- | - | - | -- | -- | -- | - | ------------------------------------------ |
| 1.    | Angola       | 3 | 2  | 1 | 0 | 6  | 3  | +3 | 7 | Továbbjutott az egyenes kieséses szakaszba |
| 2.    | Burkina Faso | 3 | 1  | 1 | 1 | 3  | 4  | −1 | 4 | Továbbjutott az egyenes kieséses szakaszba |
| 3.    | Mauritánia   | 3 | 1  | 0 | 2 | 3  | 4  | −1 | 3 | Továbbjutott az egyenes kieséses szakaszba |
| 4.    | Algéria      | 3 | 0  | 2 | 1 | 3  | 4  | −1 | 2 |                                            |

| 2024. január 15. 20:00 (21:00) |

| Algéria       | 1–1               | Angola                  |
| ------------- | ----------------- | ----------------------- |
| Bounedjah 18' | (1–0) Jegyzőkönyv | Mabululu 68' (11-esből) |

| Stade de la Paix, Bouaké Nézőszám: 19 740 Játékvezető: Issa Sy (szenegáli) |

| 2024. január 16. 14:00 (15:00) |

| Burkina Faso            | 1–0               | Mauritánia |
| ----------------------- | ----------------- | ---------- |
| Traoré 90+6' (11-esből) | (0–0) Jegyzőkönyv |            |

| Stade de la Paix, Bouaké Nézőszám: 27 898 Játékvezető: Jalal Jiyed (marokkói) |

| 2024. január 20. 14:00 (15:00) |

| Algéria             | 2–2               | Burkina Faso                          |
| ------------------- | ----------------- | ------------------------------------- |
| Bounedjah 51' 90+5' | (0–1) Jegyzőkönyv | M. Konaté 45+3' Traoré 71' (11-esből) |

| Stade de la Paix, Bouaké Nézőszám: 33 501 Játékvezető: Abongile Tom (dél-afrikai) |

| 2024. január 20. 17:00 (18:00) |

| Mauritánia         | 2–3               | Angola                    |
| ------------------ | ----------------- | ------------------------- |
| Amar 43' Koita 58' | (1–1) Jegyzőkönyv | Dala 30' 50' Gilberto 53' |

| Stade de la Paix, Bouaké Nézőszám: 36 318 Játékvezető: Mohamed Maarouf (egyiptomi) |

| 2024. január 23. 20:00 (21:00) |

| Angola                  | 2–0               | Burkina Faso |
| ----------------------- | ----------------- | ------------ |
| Mabululu 36' Zini 90+2' | (1–0) Jegyzőkönyv |              |

| Charles Konan Banny Stadion, Yamoussoukro Nézőszám: 15 753 Játékvezető: Jean-Jacques Ndala Ngambo (Kongói DK) |

| 2024. január 23. 20:00 (21:00) |

| Mauritánia | 1–0               | Algéria |
| ---------- | ----------------- | ------- |
| Yali 37'   | (1–0) Jegyzőkönyv |         |

| Stade de la Paix, Bouaké Nézőszám: 28 010 Játékvezető: Omar Abdulkadir Artan (szomáliai) |

### E csoport
| Hely. | Csapat                  | M | Gy | D | V | G+ | G– | Gk | P | Továbbjutás                                |
| ----- | ----------------------- | - | -- | - | - | -- | -- | -- | - | ------------------------------------------ |
| 1.    | Mali                    | 3 | 1  | 2 | 0 | 3  | 1  | +2 | 5 | Továbbjutott az egyenes kieséses szakaszba |
| 2.    | Dél-afrikai Köztársaság | 3 | 1  | 1 | 1 | 4  | 2  | +2 | 4 | Továbbjutott az egyenes kieséses szakaszba |
| 3.    | Namíbia                 | 3 | 1  | 1 | 1 | 1  | 4  | −3 | 4 | Továbbjutott az egyenes kieséses szakaszba |
| 4.    | Tunézia                 | 3 | 0  | 2 | 1 | 1  | 2  | −1 | 2 |                                            |

| 2024. január 16. 17:00 (18:00) |

| Tunézia | 0–1               | Namíbia   |
| ------- | ----------------- | --------- |
|         | (0–0) Jegyzőkönyv | Hotto 88' |

| Amadou Gon Coulibaly Stadion, Korhogo Nézőszám: 13 991 Játékvezető: Omar Abdulkadir Artan (szomáliai) |

| 2024. január 16. 20:00 (21:00) |

| Mali                       | 2–0               | Dél-afrikai Köztársaság |
| -------------------------- | ----------------- | ----------------------- |
| H. Traoré 60' Sinayoko 66' | (0–0) Jegyzőkönyv |                         |

| Amadou Gon Coulibaly Stadion, Korhogo Nézőszám: 16 894 Játékvezető: Mohamed Adel (egyiptomi) |

| 2024. január 20. 20:00 (21:00) |

| Tunézia   | 1–1               | Mali         |
| --------- | ----------------- | ------------ |
| Rafia 20' | (1–1) Jegyzőkönyv | Sinayoko 10' |

| Amadou Gon Coulibaly Stadion, Korhogo Nézőszám: 18 130 Játékvezető: Daniel Nii Laryea (ghánai) |

| 2024. január 21. 20:00 (21:00) |

| Dél-afrikai Köztársaság                     | 4–0               | Namíbia |
| ------------------------------------------- | ----------------- | ------- |
| Tau 14' (11-esből) Zwane 25' 40' Maseko 75' | (3–0) Jegyzőkönyv |         |

| Amadou Gon Coulibaly Stadion, Korhogo Nézőszám: 9304 Játékvezető: Youcef Gamouh (algériai) |

| 2024. január 24. 17:00 (18:00) |

| Dél-afrikai Köztársaság | 0–0         | Tunézia |
| ----------------------- | ----------- | ------- |
|                         | Jegyzőkönyv |         |

| Amadou Gon Coulibaly Stadion, Korhogo Nézőszám: 12 847 Játékvezető: Issa Sy (szenegáli) |

| 2024. január 24. 17:00 (18:00) |

| Namíbia | 0–0         | Mali |
| ------- | ----------- | ---- |
|         | Jegyzőkönyv |      |

| Laurent Pokou Stadion, San-Pédro Nézőszám: 15 231 Játékvezető: Samuel Uwikunda (ruandai) |

### F csoport
| Hely. | Csapat    | M | Gy | D | V | G+ | G– | Gk | P | Továbbjutás                                |
| ----- | --------- | - | -- | - | - | -- | -- | -- | - | ------------------------------------------ |
| 1.    | Marokkó   | 3 | 2  | 1 | 0 | 5  | 1  | +4 | 7 | Továbbjutott az egyenes kieséses szakaszba |
| 2.    | Kongói DK | 3 | 0  | 3 | 0 | 2  | 2  | 0  | 3 | Továbbjutott az egyenes kieséses szakaszba |
| 3.    | Zambia    | 3 | 0  | 2 | 1 | 2  | 3  | −1 | 2 |                                            |
| 4.    | Tanzánia  | 3 | 0  | 2 | 1 | 1  | 4  | −3 | 2 |                                            |

1. 1 2  Az egymás elleni pontszám döntetlen. Összes gólkülönbség: Zambia −1, Tanzánia −3

| 2024. január 17. 17:00 (18:00) |

| Marokkó                             | 3–0               | Tanzánia |
| ----------------------------------- | ----------------- | -------- |
| Saïss 30' Ounahi 77' El-Neszjrí 80' | (1–0) Jegyzőkönyv |          |

| Laurent Pokou Stadion, San-Pédro Nézőszám: 15 478 Játékvezető: Alhadj Allaou Mahamat (csádi) |

| 2024. január 17. 20:00 (21:00) |

| Kongói DK | 1–1               | Zambia     |
| --------- | ----------------- | ---------- |
| Wissa 27' | (1–1) Jegyzőkönyv | Kangwa 23' |

| Laurent Pokou Stadion, San-Pédro Nézőszám: 15 478 Játékvezető: Bamlak Tessema Weyesa (etióp) |

| 2024. január 21. 14:00 (15:00) |

| Marokkó   | 1–1               | Kongói DK |
| --------- | ----------------- | --------- |
| Hakimi 6' | (1–0) Jegyzőkönyv | Silas 76' |

| Laurent Pokou Stadion, San-Pédro Nézőszám: 13 342 Játékvezető: Peter Waweru (kenyai) |

| 2024. január 21. 17:00 (18:00) |

| Zambia   | 1–1               | Tanzánia  |
| -------- | ----------------- | --------- |
| Daka 88' | (0–1) Jegyzőkönyv | Msuva 11' |

| Laurent Pokou Stadion, San-Pédro Nézőszám: 13 342 Játékvezető: Djindo Louis Houngnandande (benini) |

| 2024. január 24. 20:00 (21:00) |

| Tanzánia | 0–0         | Kongói DK |
| -------- | ----------- | --------- |
|          | Jegyzőkönyv |           |

| Amadou Gon Coulibaly Stadion, Korhogo Nézőszám: 12 847 Játékvezető: Amin Omar (egyiptomi) |

| 2024. január 24. 20:00 (21:00) |

| Zambia | 0–1               | Marokkó   |
| ------ | ----------------- | --------- |
|        | (0–1) Jegyzőkönyv | Zíjes 37' |

| Laurent Pokou Stadion, San-Pédro Nézőszám: 15 231 Játékvezető: Patrice Tanguy (gaboni) |

### Harmadik helyezett csapatok sorrendje
| Hely. | Cs | Csapat               | M | Gy | D | V | G+ | G– | Gk | P | Továbbjutás                                |
| ----- | -- | -------------------- | - | -- | - | - | -- | -- | -- | - | ------------------------------------------ |
| 1.    | C  | Guinea               | 3 | 1  | 1 | 1 | 2  | 3  | −1 | 4 | Továbbjutott az egyenes kieséses szakaszba |
| 2.    | E  | Namíbia              | 3 | 1  | 1 | 1 | 1  | 4  | −3 | 4 | Továbbjutott az egyenes kieséses szakaszba |
| 3.    | D  | Mauritánia           | 3 | 1  | 0 | 2 | 3  | 4  | −1 | 3 | Továbbjutott az egyenes kieséses szakaszba |
| 4.    | A  | Elefántcsontpart (R) | 3 | 1  | 0 | 2 | 2  | 5  | −3 | 3 | Továbbjutott az egyenes kieséses szakaszba |
| 5.    | B  | Ghána                | 3 | 0  | 2 | 1 | 5  | 6  | −1 | 2 |                                            |
| 6.    | F  | Zambia               | 3 | 0  | 2 | 1 | 2  | 3  | −1 | 2 |                                            |

## Egyenes kieséses szakasz
A harmadik helyezettekkel történő párosítás attól függ, hogy mely csoportok harmadik helyezettjei jutnak tovább. A következő táblázat a lehetséges párosításokat mutatja:
| Továbbjutott harmadik helyezettek | Továbbjutott harmadik helyezettek | Továbbjutott harmadik helyezettek | Továbbjutott harmadik helyezettek | Továbbjutott harmadik helyezettek | Továbbjutott harmadik helyezettek | A1 vs | B1 vs | C1 vs | D1 vs |
| --------------------------------- | --------------------------------- | --------------------------------- | --------------------------------- | --------------------------------- | --------------------------------- | ----- | ----- | ----- | ----- |
| A                                 | B                                 | C                                 | D                                 |                                   |                                   | C3    | D3    | A3    | B3    |
| A                                 | B                                 | C                                 |                                   | E                                 |                                   | C3    | A3    | B3    | E3    |
| A                                 | B                                 | C                                 |                                   |                                   | F                                 | C3    | A3    | B3    | F3    |
| A                                 | B                                 |                                   | D                                 | E                                 |                                   | D3    | A3    | B3    | E3    |
| A                                 | B                                 |                                   | D                                 |                                   | F                                 | D3    | A3    | B3    | F3    |
| A                                 | B                                 |                                   |                                   | E                                 | F                                 | E3    | A3    | B3    | F3    |
| A                                 |                                   | C                                 | D                                 | E                                 |                                   | C3    | D3    | A3    | E3    |
| A                                 |                                   | C                                 | D                                 |                                   | F                                 | C3    | D3    | A3    | F3    |
| A                                 |                                   | C                                 |                                   | E                                 | F                                 | C3    | A3    | F3    | E3    |
| A                                 |                                   |                                   | D                                 | E                                 | F                                 | D3    | A3    | F3    | E3    |
|                                   | B                                 | C                                 | D                                 | E                                 |                                   | C3    | D3    | B3    | E3    |
|                                   | B                                 | C                                 | D                                 |                                   | F                                 | C3    | D3    | B3    | F3    |
|                                   | B                                 | C                                 |                                   | E                                 | F                                 | E3    | C3    | B3    | F3    |
|                                   | B                                 |                                   | D                                 | E                                 | F                                 | E3    | D3    | B3    | F3    |
|                                   |                                   | C                                 | D                                 | E                                 | F                                 | C3    | D3    | F3    | E3    |

### Ágrajz
|  |                                         |                         |                           |                                         |                                 |                                 |                                  |               |                         |                         |                                          |                                          |                                          |  |  |       |       |       |
|  | Nyolcaddöntők                           | Nyolcaddöntők           | Nyolcaddöntők             |                                         |                                 | Negyeddöntők                    | Negyeddöntők                     | Negyeddöntők  |                         |                         | Elődöntők                                | Elődöntők                                | Elődöntők                                |  |  | Döntő | Döntő | Döntő |
|  | Nyolcaddöntők                           | Nyolcaddöntők           | Nyolcaddöntők             |                                         |                                 | Negyeddöntők                    | Negyeddöntők                     | Negyeddöntők  |                         |                         | Elődöntők                                | Elődöntők                                | Elődöntők                                |  |  | Döntő | Döntő | Döntő |
|  | január 27. – Abidjan (Houphouet Boigny) |                         |                           |                                         |                                 |                                 |                                  |               |                         |                         |                                          |                                          |                                          |  |  |       |       |       |
|  |                                         |                         |                           |                                         |                                 |                                 |                                  |               |                         |                         |                                          |                                          |                                          |  |  |       |       |       |
|  | A2                                      | Nigéria                 | 2                         |                                         |                                 |                                 |                                  |               |                         |                         |                                          |                                          |                                          |  |  |       |       |       |
|  | A2                                      | Nigéria                 | 2                         | február 2. – Abidjan (Houphouet Boigny) |                                 |                                 |                                  |               |                         |                         |                                          |                                          |                                          |  |  |       |       |       |
|  | C2                                      | Kamerun                 | 0                         |                                         |                                 |                                 |                                  |               |                         |                         |                                          |                                          |                                          |  |  |       |       |       |
|  | C2                                      | Kamerun                 | 0                         |                                         |                                 | Nigéria                         | Nigéria                          | 1             |                         |                         |                                          |                                          |                                          |  |  |       |       |       |
|  | január 27. – Bouaké                     |                         |                           |                                         |                                 | Nigéria                         | Nigéria                          | 1             |                         |                         |                                          |                                          |                                          |  |  |       |       |       |
|  |                                         |                         | Angola                    | Angola                                  | 0                               |                                 |                                  |               |                         |                         |                                          |                                          |                                          |  |  |       |       |       |
|  | D1                                      | Angola                  | Angola                    | Angola                                  | 0                               | 3                               |                                  |               |                         |                         |                                          |                                          |                                          |  |  |       |       |       |
|  | D1                                      | Angola                  |                           |                                         |                                 | 3                               | február 7. – Bouaké              |               |                         |                         |                                          |                                          |                                          |  |  |       |       |       |
|  | BEF3                                    | Namíbia                 | 0                         |                                         |                                 |                                 |                                  |               |                         |                         |                                          |                                          |                                          |  |  |       |       |       |
|  | BEF3                                    | Namíbia                 | 0                         |                                         |                                 | Nigéria                         | Nigéria                          | 1 (4)         |                         |                         |                                          |                                          |                                          |  |  |       |       |       |
|  | január 29. – Abidjan (Houphouet Boigny) |                         |                           |                                         |                                 | Nigéria                         | Nigéria                          | 1 (4)         |                         |                         |                                          |                                          |                                          |  |  |       |       |       |
|  |                                         |                         | Dél-afrikai Köztársaság   | Dél-afrikai Köztársaság                 | 1 (2)                           |                                 |                                  |               |                         |                         |                                          |                                          |                                          |  |  |       |       |       |
|  | B1                                      | Zöld-foki Köztársaság   | Dél-afrikai Köztársaság   | Dél-afrikai Köztársaság                 | 1 (2)                           | 1                               |                                  |               |                         |                         |                                          |                                          |                                          |  |  |       |       |       |
|  | B1                                      | Zöld-foki Köztársaság   | február 3. – Yamoussoukro |                                         |                                 | 1                               |                                  |               |                         |                         |                                          |                                          |                                          |  |  |       |       |       |
|  | ACD3                                    | Mauritánia              | 0                         |                                         |                                 |                                 |                                  |               |                         |                         |                                          |                                          |                                          |  |  |       |       |       |
|  | ACD3                                    | Mauritánia              | 0                         |                                         |                                 | Zöld-foki Köztársaság           | Zöld-foki Köztársaság            | 0 (1)         |                         |                         |                                          |                                          |                                          |  |  |       |       |       |
|  | január 30. – San-Pédro                  |                         |                           |                                         |                                 | Zöld-foki Köztársaság           | Zöld-foki Köztársaság            | 0 (1)         |                         |                         |                                          |                                          |                                          |  |  |       |       |       |
|  |                                         |                         | Dél-afrikai Köztársaság   | Dél-afrikai Köztársaság                 | 0 (2)                           |                                 |                                  |               |                         |                         |                                          |                                          |                                          |  |  |       |       |       |
|  | F1                                      | Marokkó                 | Dél-afrikai Köztársaság   | Dél-afrikai Köztársaság                 | 0 (2)                           | 0                               |                                  |               |                         |                         |                                          |                                          |                                          |  |  |       |       |       |
|  | F1                                      | Marokkó                 |                           |                                         |                                 | 0                               | február 11. – Abidjan (Ouattara) |               |                         |                         |                                          |                                          |                                          |  |  |       |       |       |
|  | E2                                      | Dél-afrikai Köztársaság | 2                         |                                         |                                 |                                 |                                  |               |                         |                         |                                          |                                          |                                          |  |  |       |       |       |
|  | E2                                      | Dél-afrikai Köztársaság | 2                         |                                         |                                 | Nigéria                         | Nigéria                          | 1             |                         |                         |                                          |                                          |                                          |  |  |       |       |       |
|  | január 30. – Korhogo                    |                         |                           |                                         |                                 | Nigéria                         | Nigéria                          | 1             |                         |                         |                                          |                                          |                                          |  |  |       |       |       |
|  |                                         |                         | Elefántcsontpart          | Elefántcsontpart                        | 2                               |                                 |                                  |               |                         |                         |                                          |                                          |                                          |  |  |       |       |       |
|  | E1                                      | Mali                    | Elefántcsontpart          | Elefántcsontpart                        | 2                               | 2                               |                                  |               |                         |                         |                                          |                                          |                                          |  |  |       |       |       |
|  | E1                                      | Mali                    | február 3. – Bouaké       |                                         |                                 | 2                               |                                  |               |                         |                         |                                          |                                          |                                          |  |  |       |       |       |
|  | D2                                      | Burkina Faso            | 1                         |                                         |                                 |                                 |                                  |               |                         |                         |                                          |                                          |                                          |  |  |       |       |       |
|  | D2                                      | Burkina Faso            | 1                         |                                         |                                 | Mali                            | Mali                             | 1             |                         |                         |                                          |                                          |                                          |  |  |       |       |       |
|  | január 29. – Yamoussoukro               |                         |                           |                                         |                                 | Mali                            | Mali                             | 1             |                         |                         |                                          |                                          |                                          |  |  |       |       |       |
|  |                                         |                         | Elefántcsontpart          | Elefántcsontpart                        | 2                               |                                 |                                  |               |                         |                         |                                          |                                          |                                          |  |  |       |       |       |
|  | C1                                      | Szenegál                | Elefántcsontpart          | Elefántcsontpart                        | 2                               | 1 (4)                           |                                  |               |                         |                         |                                          |                                          |                                          |  |  |       |       |       |
|  | C1                                      | Szenegál                |                           |                                         |                                 | 1 (4)                           | február 7. – Abidjan (Ouattara)  |               |                         |                         |                                          |                                          |                                          |  |  |       |       |       |
|  | ABF3                                    | Elefántcsontpart        | 1 (5)                     |                                         |                                 |                                 |                                  |               |                         |                         |                                          |                                          |                                          |  |  |       |       |       |
|  | ABF3                                    | Elefántcsontpart        | 1 (5)                     |                                         |                                 | Elefántcsontpart                | Elefántcsontpart                 | 1             |                         |                         |                                          |                                          |                                          |  |  |       |       |       |
|  | január 28. – San-Pédro                  |                         |                           |                                         |                                 | Elefántcsontpart                | Elefántcsontpart                 | 1             |                         |                         |                                          |                                          |                                          |  |  |       |       |       |
|  |                                         |                         | Kongói DK                 | Kongói DK                               | 0                               |                                 |                                  | Bronzmérkőzés | Bronzmérkőzés           | Bronzmérkőzés           |                                          |                                          |                                          |  |  |       |       |       |
|  | B2                                      | Egyiptom                | Kongói DK                 | Kongói DK                               | 0                               | 1 (7)                           |                                  |               |                         | Bronzmérkőzés           |                                          |                                          |                                          |  |  |       |       |       |
|  | B2                                      | Egyiptom                |                           |                                         | február 2. – Abidjan (Ouattara) | február 2. – Abidjan (Ouattara) | február 2. – Abidjan (Ouattara)  |               |                         |                         | február 10. – Abidjan (Houphouet Boigny) | február 10. – Abidjan (Houphouet Boigny) | február 10. – Abidjan (Houphouet Boigny) |  |  |       |       |       |
|  | F2                                      | Kongói DK               | 1 (8)                     |                                         | február 2. – Abidjan (Ouattara) | február 2. – Abidjan (Ouattara) | február 2. – Abidjan (Ouattara)  |               |                         |                         | február 10. – Abidjan (Houphouet Boigny) | február 10. – Abidjan (Houphouet Boigny) | február 10. – Abidjan (Houphouet Boigny) |  |  |       |       |       |
|  | F2                                      | Kongói DK               | 1 (8)                     |                                         |                                 | Kongói DK                       | Kongói DK                        | 3             | Dél-afrikai Köztársaság | Dél-afrikai Köztársaság | 0 (6)                                    |                                          |                                          |  |  |       |       |       |
|  | január 28. – Abidjan (Ouattara)         |                         |                           |                                         |                                 | Kongói DK                       | Kongói DK                        | 3             | Dél-afrikai Köztársaság | Dél-afrikai Köztársaság | 0 (6)                                    |                                          |                                          |  |  |       |       |       |
|  |                                         |                         | Guinea                    | Guinea                                  | 1                               |                                 |                                  | Kongói DK     | Kongói DK               | 0 (5)                   |                                          |                                          |                                          |  |  |       |       |       |
|  | A1                                      | Egyenlítői-Guinea       | Guinea                    | Guinea                                  | 1                               | 0                               |                                  | Kongói DK     | Kongói DK               | 0 (5)                   |                                          |                                          |                                          |  |  |       |       |       |
|  | A1                                      | Egyenlítői-Guinea       |                           |                                         |                                 |                                 |                                  |               |                         |                         |                                          |                                          |                                          |  |  |       |       |       |
|  | CDE3                                    | Guinea                  | 1                         |                                         |                                 |                                 |                                  |               |                         |                         |                                          |                                          |                                          |  |  |       |       |       |
|  | CDE3                                    | Guinea                  | 1                         |                                         |                                 |                                 |                                  |               |                         |                         |                                          |                                          |                                          |  |  |       |       |       |

### Nyolcaddöntők
| 2024. január 27. 17:00 (18:00) |

| Angola                    | 3–0               | Namíbia |
| ------------------------- | ----------------- | ------- |
| Dala 38' 42' Mabululu 66' | (2–0) Jegyzőkönyv |         |

| Stade de la Paix, Bouaké Nézőszám: 28 663 Játékvezető: Dahane Beida (mauritániai) |

| 2024. január 27. 20:00 (21:00) |

| Nigéria         | 2–0               | Kamerun |
| --------------- | ----------------- | ------- |
| Lookman 36' 90' | (1–0) Jegyzőkönyv |         |

| Felix Houphouet Boigny Stadion, Abidjan Nézőszám: 22 085 Játékvezető: Rédouane Jiyed (marokkói) |

| 2024. január 28. 17:00 (18:00) |

| Egyenlítői-Guinea | 0–1               | Guinea     |
| ----------------- | ----------------- | ---------- |
|                   | (0–0) Jegyzőkönyv | Bayo 90+8' |

| Alassane Ouattara Stadion, Abidjan Nézőszám: 36 340 Játékvezető: Omar Abdulkadir Artan (szomáliai) |

| 2024. január 28. 20:00 (21:00) |

| Egyiptom                                                            | 1–1 (h. u.)                 | Kongói DK                                                                    |
| ------------------------------------------------------------------- | --------------------------- | ---------------------------------------------------------------------------- |
| Mohamed 45+1' (11-esből)                                            | (1–1, 1–1, 1–1) Jegyzőkönyv | Elia 37'                                                                     |
| Büntetőpárbaj                                                       |                             |                                                                              |
| Abdelmonem Mohamed Marmús Kamal Hany Hegazi Fathi Hamada Abou Gabal | 7–8                         | Moutoussamy Masuaku Dianagana Silas Tshibola Kalulu Mbemba Inonga Baka Mpasi |

| Laurent Pokou Stadion, San-Pédro Nézőszám: 16 088 Játékvezető: Abongile Tom (dél-afrikai) |

| 2024. január 29. 17:00 (18:00) |

| Zöld-foki Köztársaság | 1–0               | Mauritánia |
| --------------------- | ----------------- | ---------- |
| Mendes 88' (11-esből) | (0–0) Jegyzőkönyv |            |

| Felix Houphouet Boigny Stadion, Abidjan Nézőszám: 16 088 Játékvezető: Mohamed Adel (egyiptomi) |

| 2024. január 29. 20:00 (21:00) |

| Szenegál                              | 1–1 (h. u.)                 | Elefántcsontpart                 |
| ------------------------------------- | --------------------------- | -------------------------------- |
| H. Diallo 4'                          | (1–0, 1–1, 1–1) Jegyzőkönyv | Kessié 86' (11-esből)            |
| Büntetőpárbaj                         |                             |                                  |
| Koulibaly P. Sarr Niakhaté Dieng Mané | 4–5                         | Pépé Kouamé Haller Aurier Kessié |

| Charles Konan Banny Stadion, Yamoussoukro Nézőszám: 19 948 Játékvezető: Pierre Atcho (gaboni) |

| 2024. január 30. 17:00 (18:00) |

| Mali                            | 2–1               | Burkina Faso          |
| ------------------------------- | ----------------- | --------------------- |
| Tapsoba 3' (öngól) Sinayoko 47' | (1–0) Jegyzőkönyv | Traoré 57' (11-esből) |

| Amadou Gon Coulibaly Stadion, Korhogo Nézőszám: 19 184 Játékvezető: Ibrahim Mutaz (líbiai) |

| 2024. január 30. 20:00 (21:00) |

| Marokkó | 0–2               | Dél-afrikai Köztársaság   |
| ------- | ----------------- | ------------------------- |
|         | (0–0) Jegyzőkönyv | Makgopa 57' Mokoena 90+5' |

| Laurent Pokou Stadion, San-Pédro Nézőszám: 19 078 Játékvezető: Mahmood Ismail (szudáni) |

### Negyeddöntők
| 2024. február 2. 17:00 (18:00) |

| Nigéria     | 1–0               | Angola |
| ----------- | ----------------- | ------ |
| Lookman 41' | (1–0) Jegyzőkönyv |        |

| Felix Houphouet Boigny Stadion, Abidjan Nézőszám: 18 757 Játékvezető: Issa Sy (szenegáli) |

| 2024. február 2. 20:00 (21:00) |

| Kongói DK                                   | 3–1               | Guinea              |
| ------------------------------------------- | ----------------- | ------------------- |
| Mbemba 27' Wissa 65' (11-esből) Masuaku 82' | (1–1) Jegyzőkönyv | Bayo 20' (11-esből) |

| Alassane Ouattara Stadion, Abidjan Nézőszám: 33 278 Játékvezető: Mustapha Ghorbal (algériai) |

| 2024. február 3. 17:00 (18:00) |

| Mali         | 1–2 (h. u.)                 | Elefántcsontpart           |
| ------------ | --------------------------- | -------------------------- |
| Dorgeles 71' | (0–0, 1–1, 1–1) Jegyzőkönyv | Adingra 90' Diakité 120+2' |

| Stade de la Paix, Bouaké Nézőszám: 39 836 Játékvezető: Mohamed Adel (egyiptomi) |

| 2024. február 3. 20:00 (21:00) |

| Zöld-foki Köztársaság                  | 0–0         | Dél-afrikai Köztársaság     |
| -------------------------------------- | ----------- | --------------------------- |
|                                        | Jegyzőkönyv |                             |
| Büntetőpárbaj                          |             |                             |
| Bebé Semedo L. Duarte Teixeira Andrade | 1–2         | Mokoena Lepasa Modiba Mvala |

| Charles Konan Banny Stadion, Yamoussoukro Nézőszám: 12 162 Játékvezető: Jean-Jacques Ndala Ngambo (Kongói DK-i) |

### Elődöntők
| 2024. február 7. 20:00 (21:00) |

| Nigéria                                  | 1–1   | Dél-afrikai Köztársaság         |
| ---------------------------------------- | ----- | ------------------------------- |
| Troost-Ekong 67' (11-esből)              | (0–0) | Mokoena 90' (11-esből)          |
| Büntetőpárbaj                            |       |                                 |
| Moffi Omeruo Aina Troost-Ekong Iheanacho | 4–2   | Mokoena Mayambela Makgopa Mvala |

| Stade de la Paix, Bouaké Nézőszám: 31 227 |

| 2024. február 7. 20:00 (21:00) |

| Elefántcsontpart | 1–0   | Kongói DK |
| ---------------- | ----- | --------- |
| Haller 65'       | (0–0) |           |

| Alassane Ouattara Stadion, Abidjan Nézőszám: 51 020 |

### Bronzmérkőzés
| 2024. február 10. 20:00 (21:00) |

| Dél-afrikai Köztársaság                           | 0–0         | Kongói DK                                           |
| ------------------------------------------------- | ----------- | --------------------------------------------------- |
|                                                   | Jegyzőkönyv |                                                     |
| Büntetőpárbaj                                     |             |                                                     |
| Mokoena Sibisi Monare Modiba Lepasa Appollis Xulu | 6–5         | Moutoussamy Mfulu Bakambu Kayembe Mbemba Wissa Elia |

| Felix Houphouet Boigny Stadion, Abidjan Nézőszám: 21 975 Játékvezető: Bamlak Tessema Weyesa (etióp) |

### Döntő
| 2024. február 11. 20:00 (21:00) |

| Nigéria          | 1–2               | Elefántcsontpart      |
| ---------------- | ----------------- | --------------------- |
| Troost-Ekong 38' | (1–0) Jegyzőkönyv | Kessié 62' Haller 81' |

| Alassane Ouattara Stadion, Abidjan Nézőszám: 57 094 Játékvezető: Dahane Beida (mauritániai) |